# IC 2029
IC 2029  ist eine Balken-Spiralgalaxie vom Hubble-Typ SBc im Sternbild Dorado am Südsternhimmel. Sie ist schätzungsweise 442 Millionen Lichtjahre von der Milchstraße entfernt und hat einen Durchmesser von etwa 120.000 Lj.

Im selben Himmelsareal befinden sich u. a. die Galaxien NGC 1506, IC 2021, IC 2025, IC 2028.
Das Objekt wurde am 7. Dezember 1899 von DeLisle Stewart entdeckt.